# Glyphodes duponti
Glyphodes duponti là một loài bướm đêm trong họ Crambidae.